# Мечеть і мавзолей Ісмаіла Кодабенде
Мечеть і мавзолей Ісмаіла Кодабенде або Мавзолей ільхана Олджейту (англ. Mosque and tomb of Ismael Khodabendeh) — пам'ятка сакральної архітектури Ірану початку 14 ст.

## Історія створення
Хан Олджейту став прихильником шиітів і, щоби завоювати прихильність вірян, надумав створити нову мечеть і мавзолей для шиітів-святих. За планом хана сюди мали перевезти померлих шиітів-святих, а мечеть планувалась як їх новий мавзолей.
Нову мечеть доручили створити архітектору з міста Тебріз Алішаку. Ходжи Алішак вирішив нову споруду у вигляді високого восьмикутного об'єму з куполом. Верхівка купола височила над землею на висоті п'ятдесят два (52) метри.
Споруду вибудували з цегли у період 1307–1309, з добудовами і декором упорались до 1313. Аби підсилити декоративні властивості мечеті, Ходжи Алішак навіть мінарети розмістив на даху верхнього яруса споруди, всіх мінаретів — вісім. Споруда мала три яруси. Перший ярус мав лише невеликі входи і вузькі вікна на оголених поверхнях мурів, що нагадували мури фортечні. Навпаки, найбільш декорованим і архітектурно розробленим був третій ярус, прикрашений відкритими галереями по три арки на кожному боці восьмикутної споруди. В центрі кожної площини одна широка арка, бічні — трохи менші. Відкрита галерея обігає споруду по периметру. Гранчаті мури слугували пілонами-підмурками для восьми струнких мінаретів. Таке їх розташування було досить декоративним, але небезпечним у сейсмічно неспокійному краї. Мінарети були сильно пошкоджені під час низки землетрусів.
Піднятися на відкриту галерею дозволяли сходинки, приховані у двох гранчатих прибудовах до мечеті, що збільшували її фасад. Споруду вінчав величний шоломоподібний купол, прикрашений синіми кахлями.

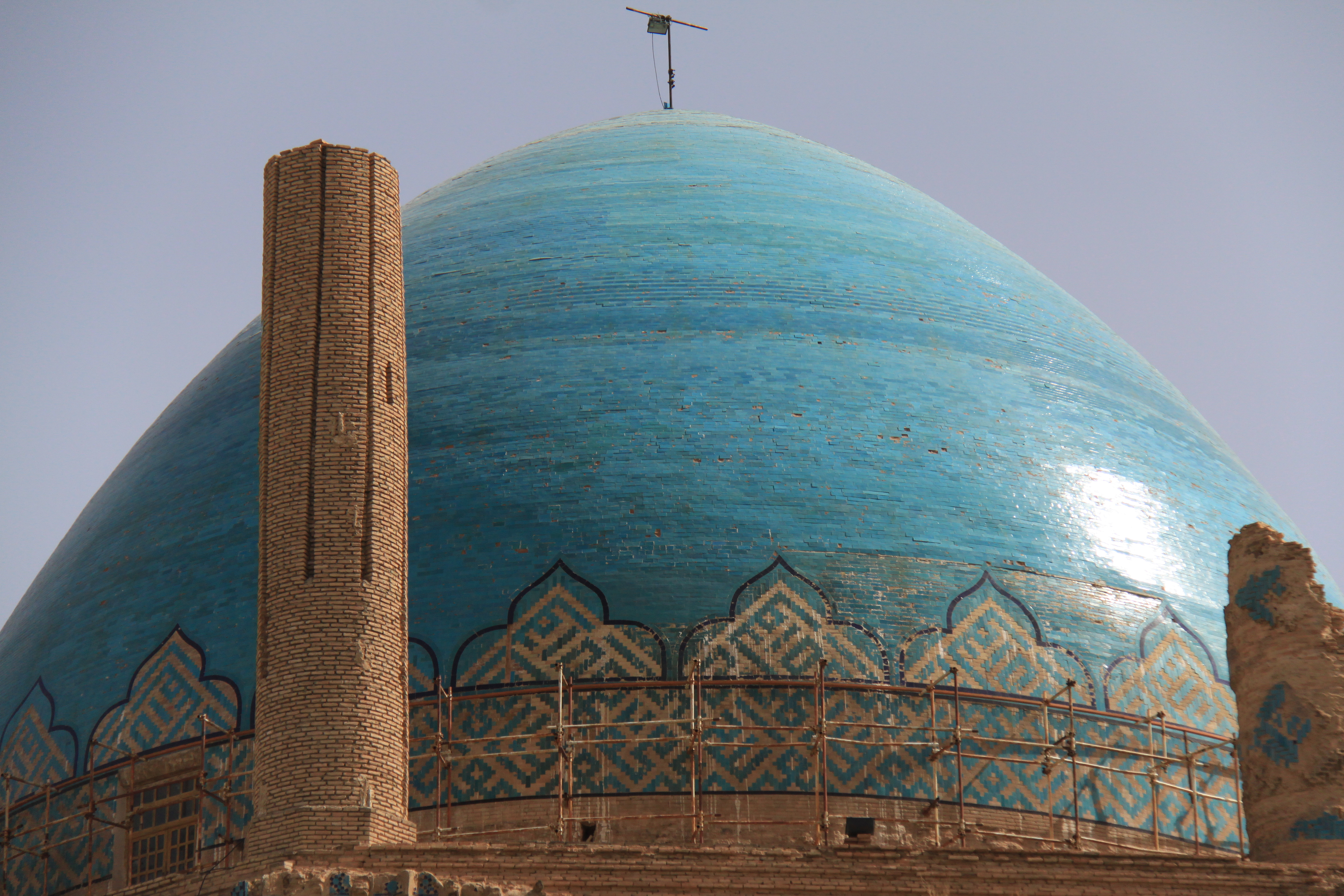
Відновлені кахлі купола мечеті, фото 2011 р.
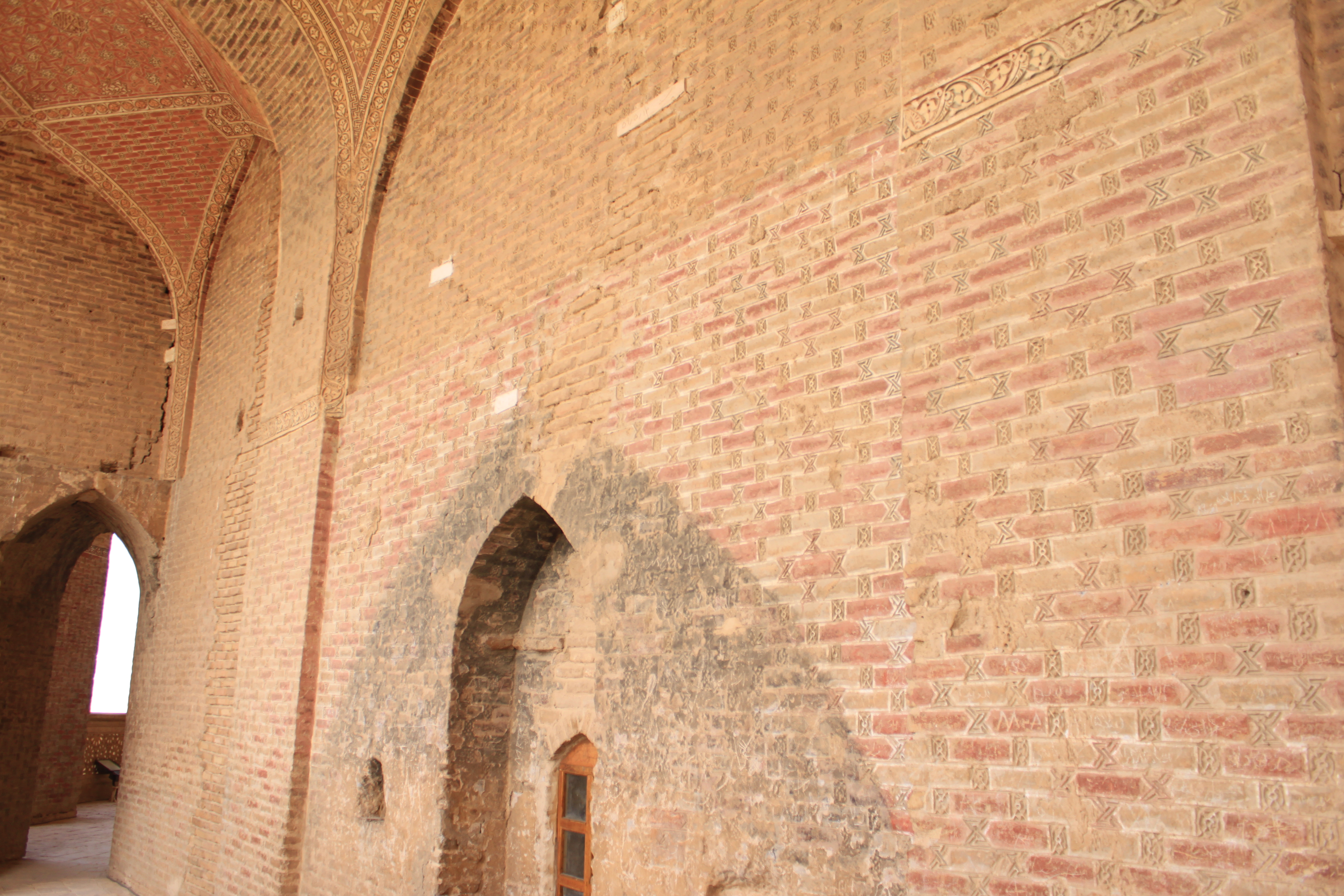
Залишки колишнього декору на відкритті галереї, фото 2011 р.
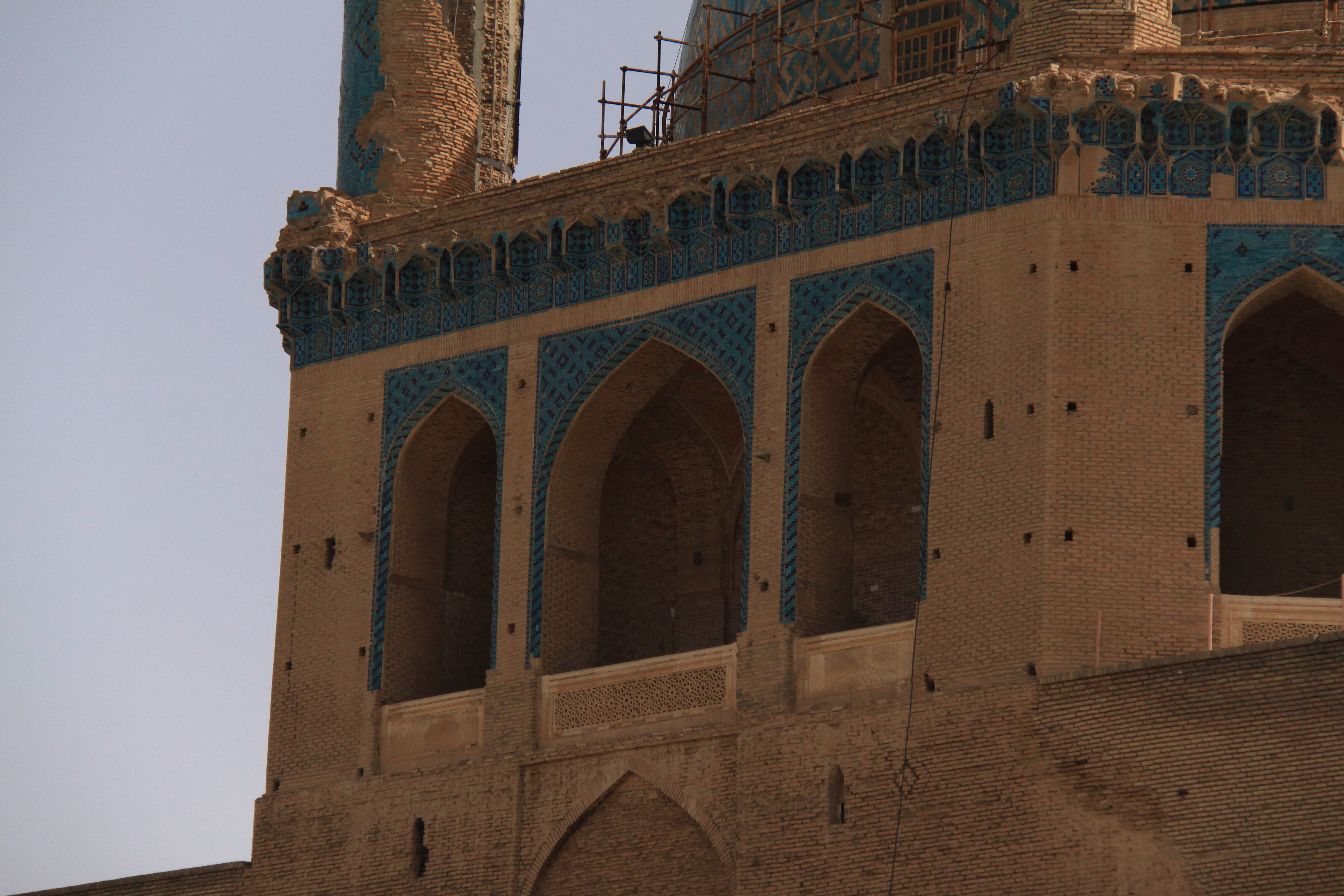
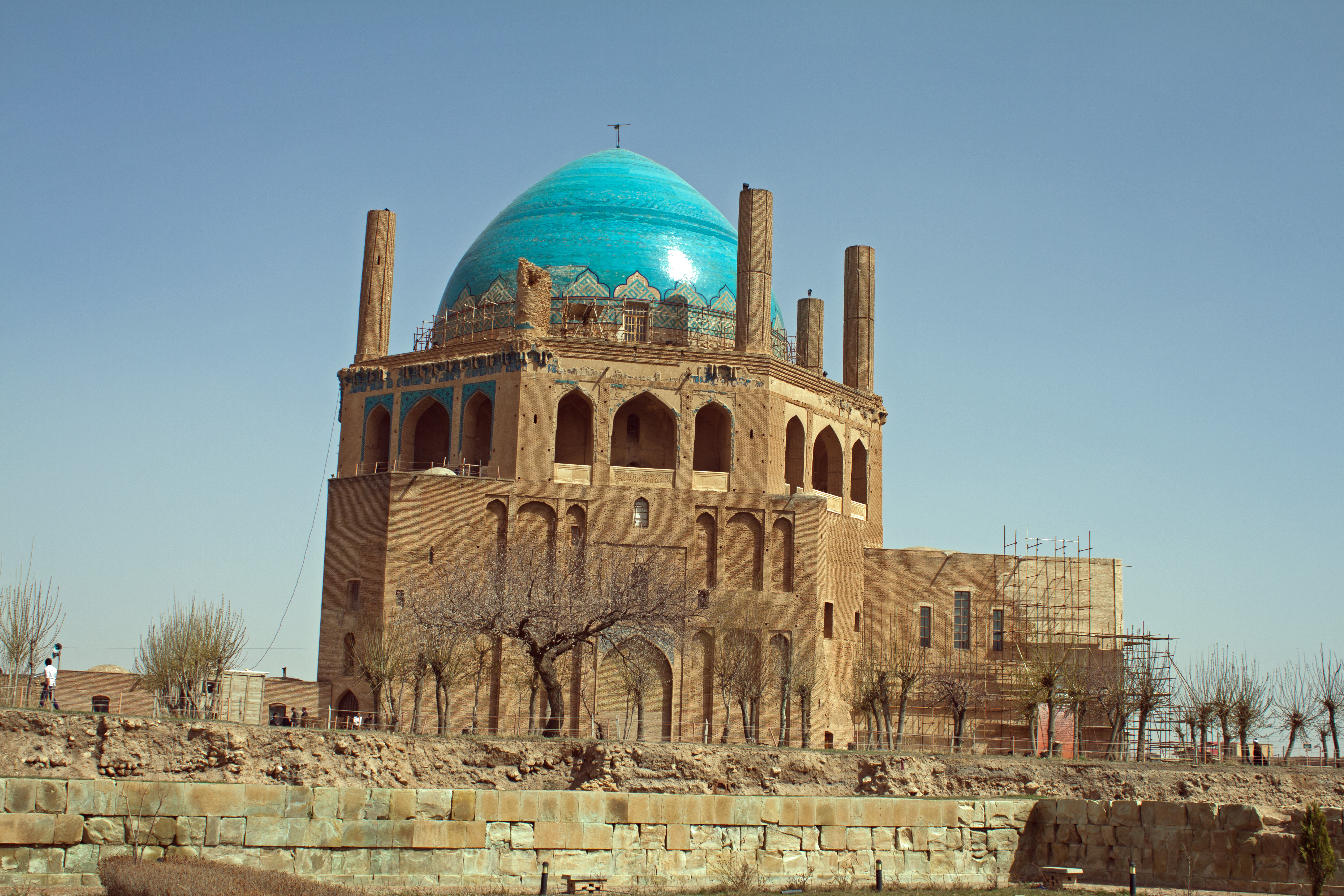

## Обстеження руїни Паскалем Косте

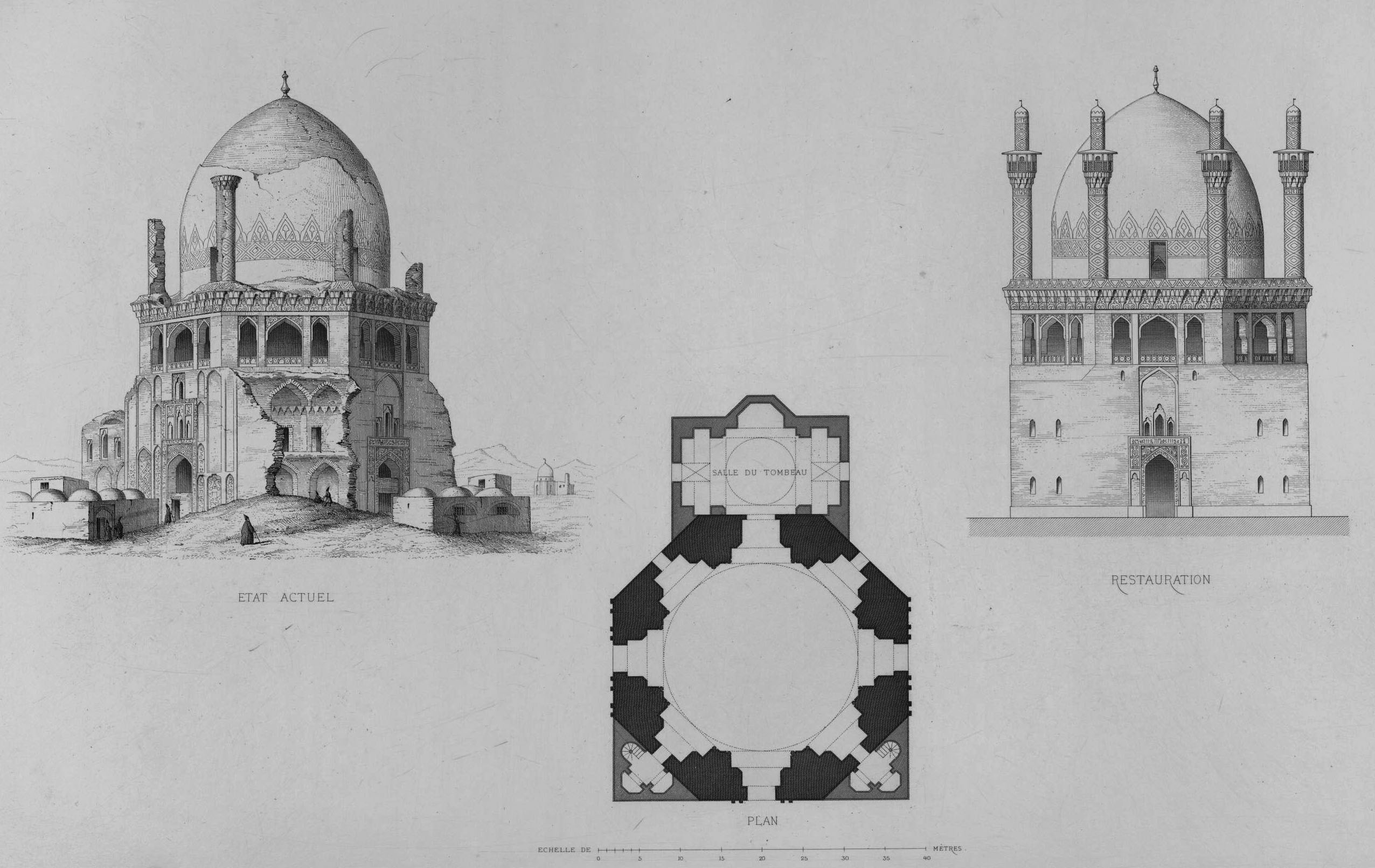
Паскаль Косте. Мавзолей ільхана Олджейту, фасад, план і реконструкція споруди для реставрації, місто Сольтаніє

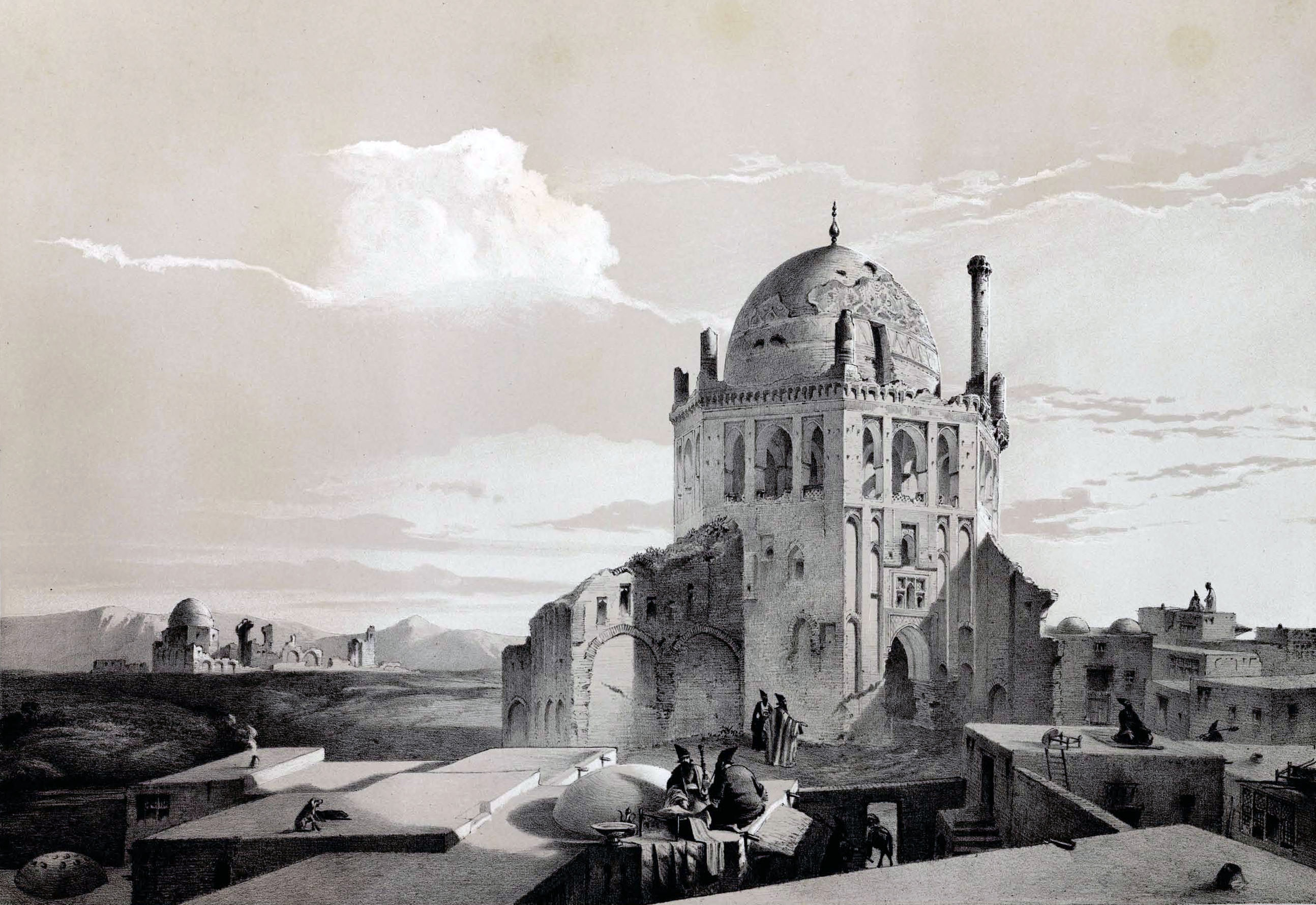
Художник Ежен Фланден. Стан споруди на 1840 рік

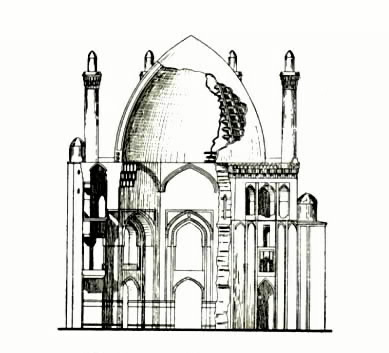
Частковий переріз мечеті з куполом

Французький архітектор і дослідник архітектури мусульманських країн Паскаль Косте оприлюднив власну книгу «Архітектура арабських держав» (1837 р.) До цього року він встиг відвідати арабський Єгипет і Каїр, де створив низку замальовок тамтешньої архітектури. Нове видання сприяло залученню дослідника архітектури до посольства, спрямованого до Персії. Двір шаха дозволив
Паскалю Косте подорожувати країною, що француз-науковець використав для відвідин перських провінцій і обстежень пам'яток старовинної місцевої архітектури. Персія в 19 ст. перебувала в протяжній економічній кризі і більшість старовинних споруд перебувала в руїнах. Відвідини західноєвропейського дослідника сприяли обстеженням стану декількох важливих пам'яток архітектури Персії, до котрих тоді нікому не було діла. Дослідник приніс з собою новітні технології дослідження архітектурних пам'яток і власний досвід обстежень, набутий ще в Єгипті.
Серед відвіданих пам'яток була і мечеть хана Олджейту. Паскаль Косте обстежив поруйновану мечеть і замалював її фасад, створив поземний план і навіть проект реконструкції і відновлення її фасадів, поруйнованих мінаретів і купола.
Реставраційно-відновлювальні роботи в пам'ятці архітектури початку 14 ст. відбулися в Ірані лише на зламі 20-21 ст.

## Галерея обраних фото

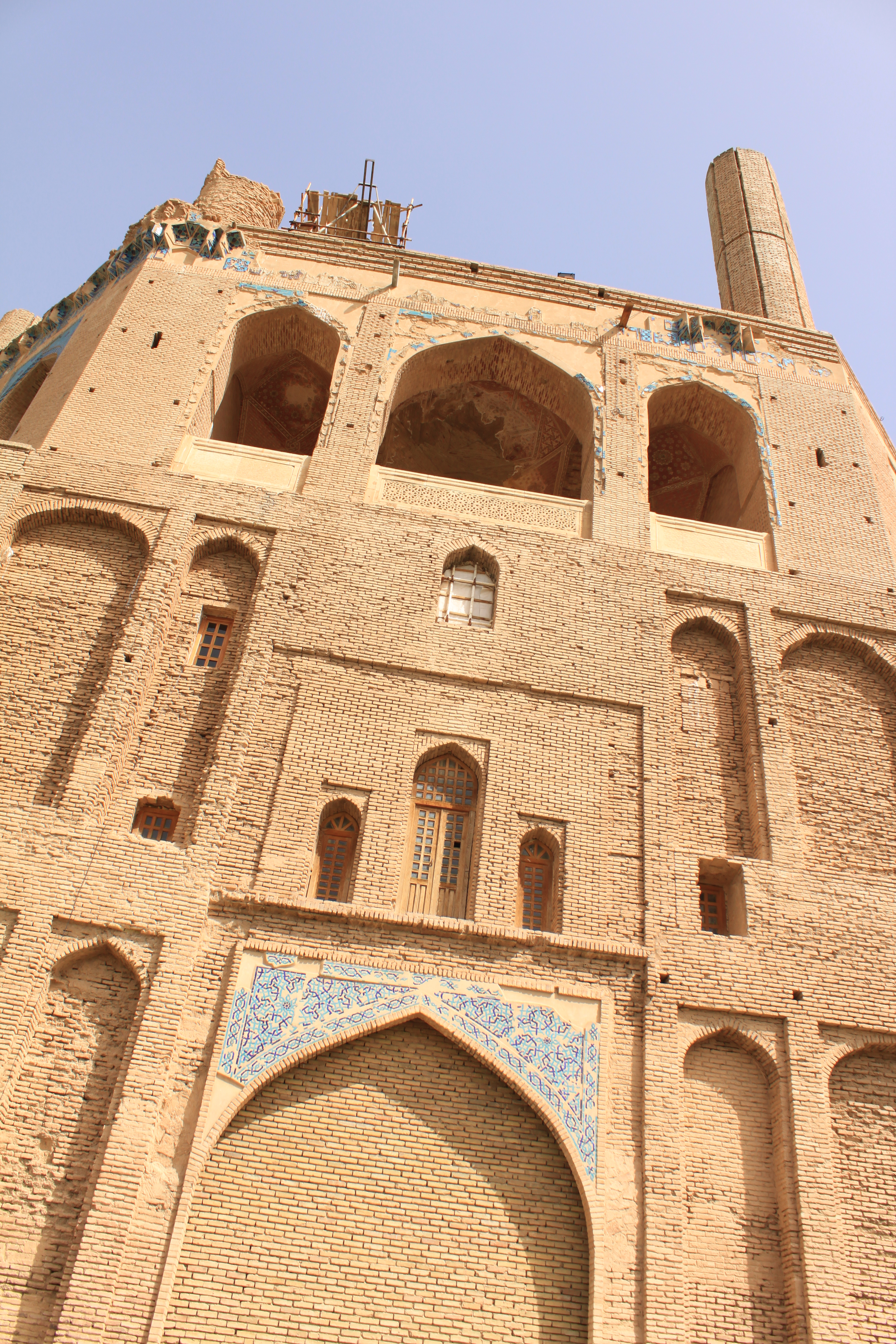
Фасад мечеті, фото 2011 р.
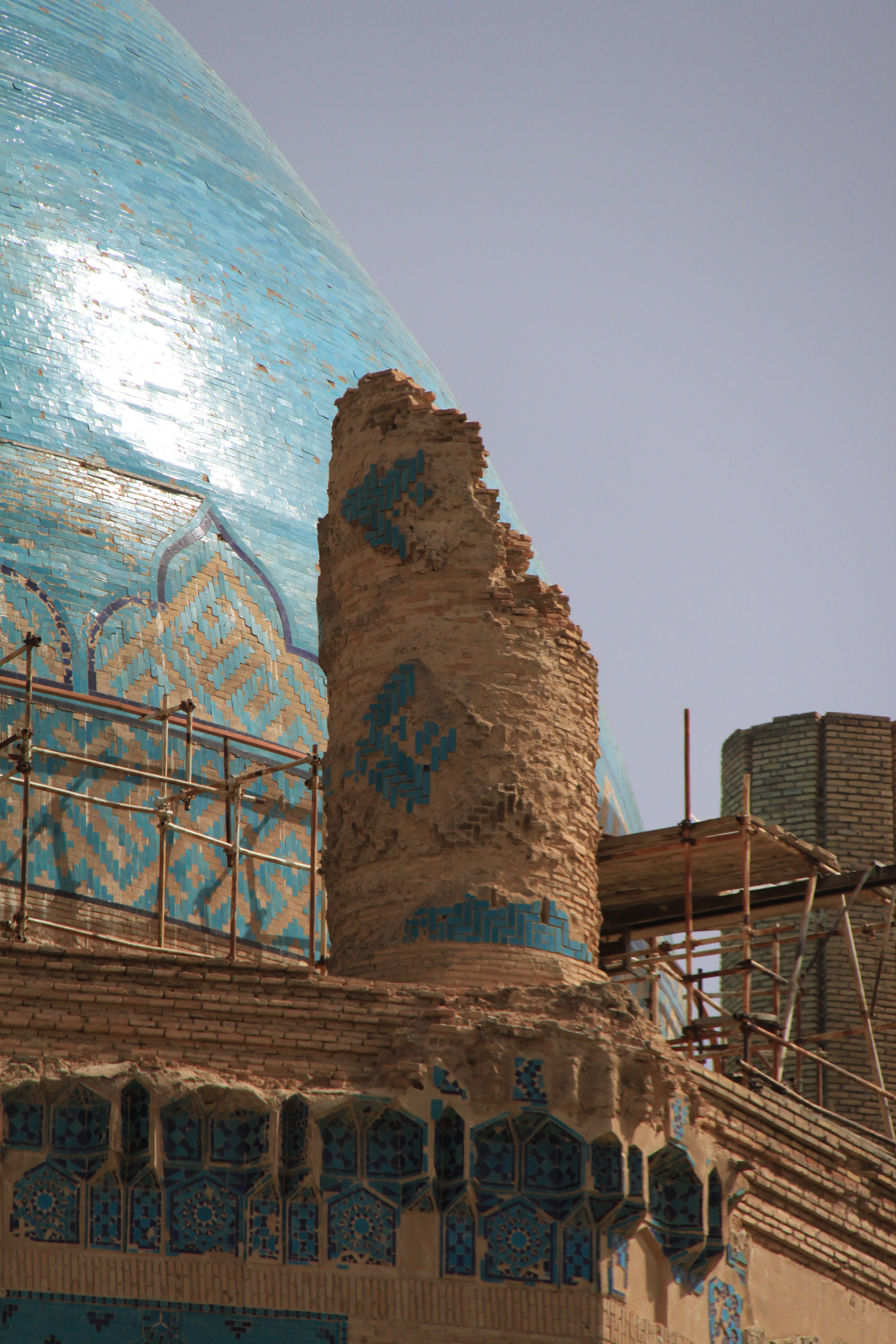
Поруйнований мінарет до відновлення, фото 2011 р.
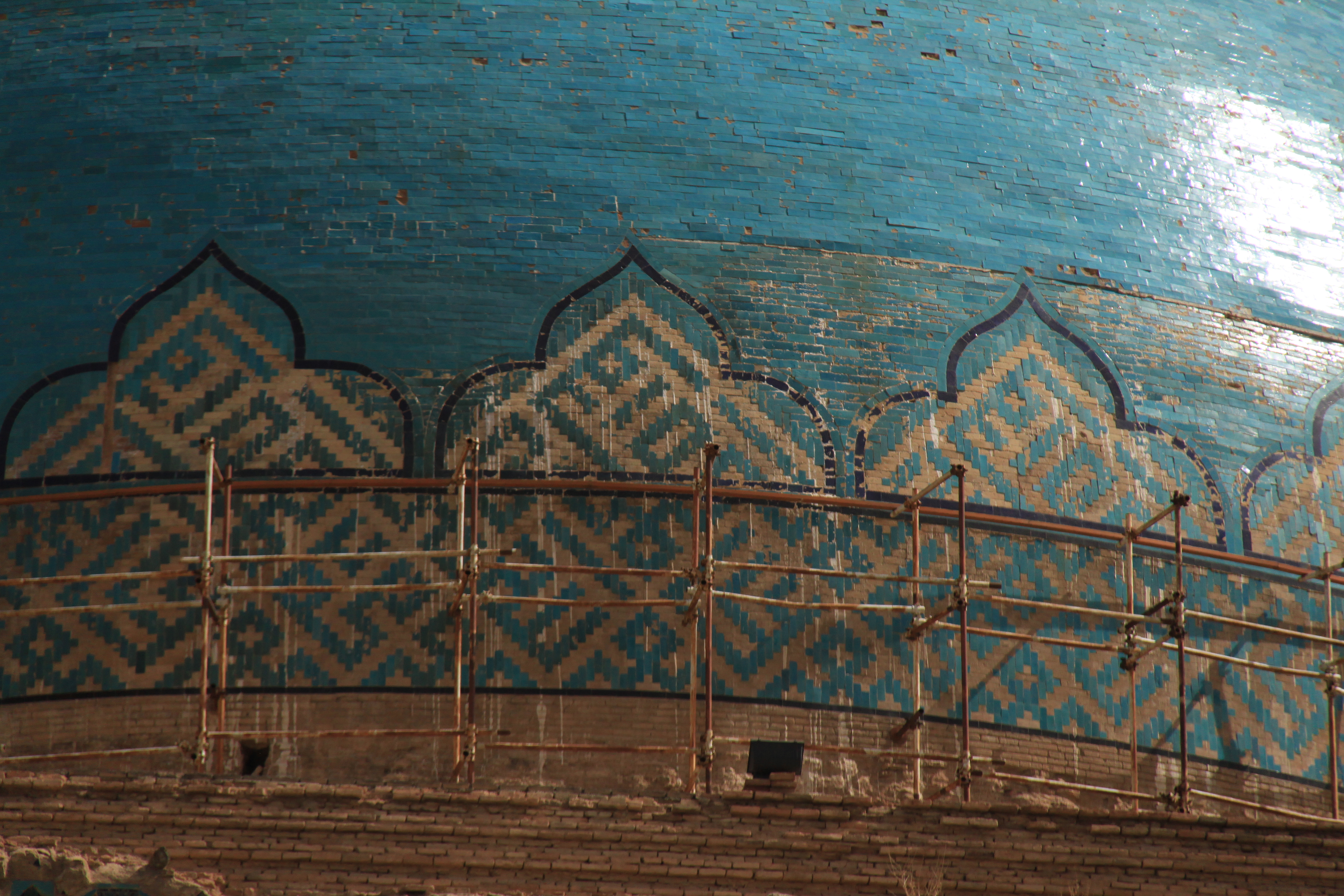
Відновлений декор купола, фото 2011 р.
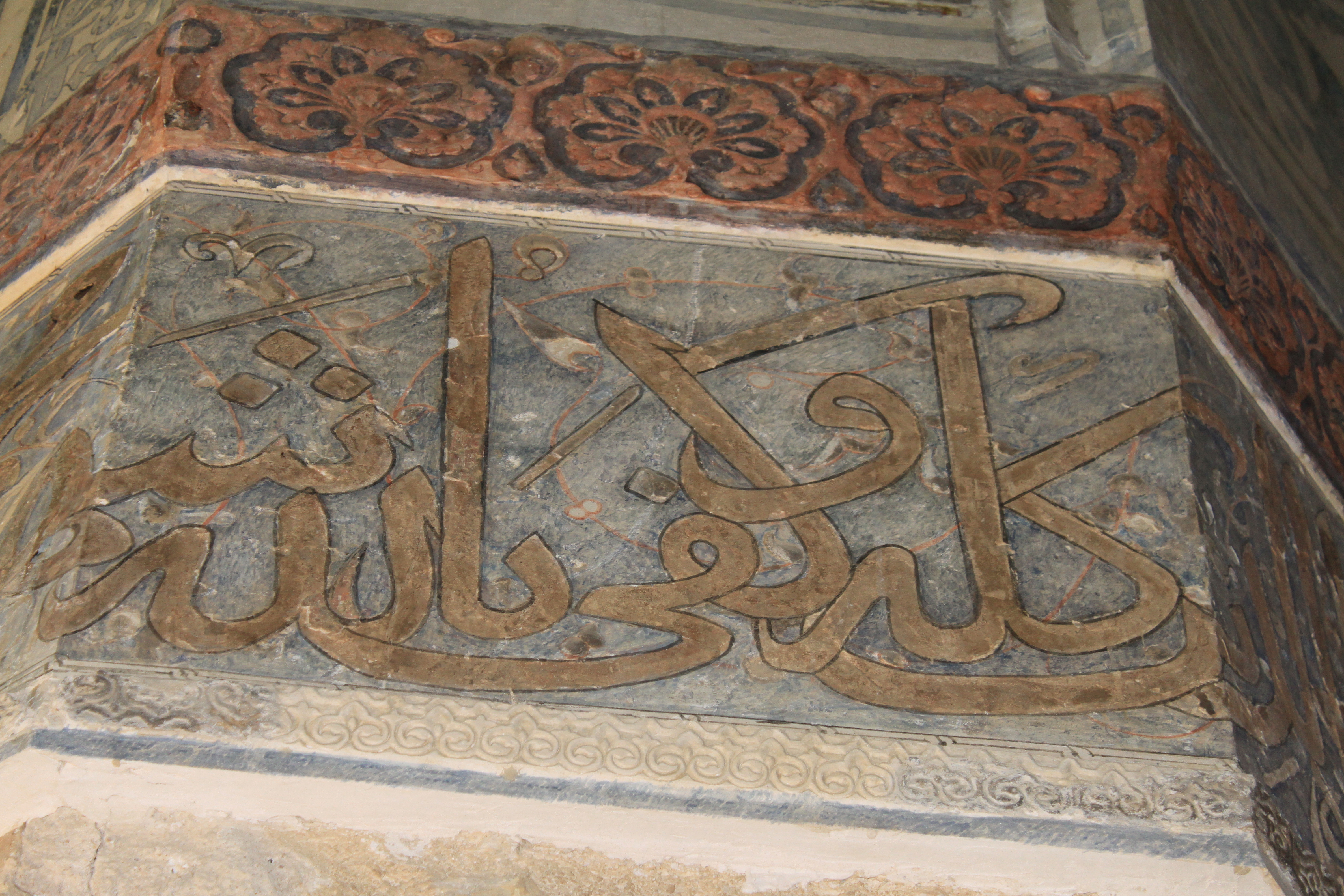
Зразок каліграфічного напису у інтер'єрі, фото 2011 р.
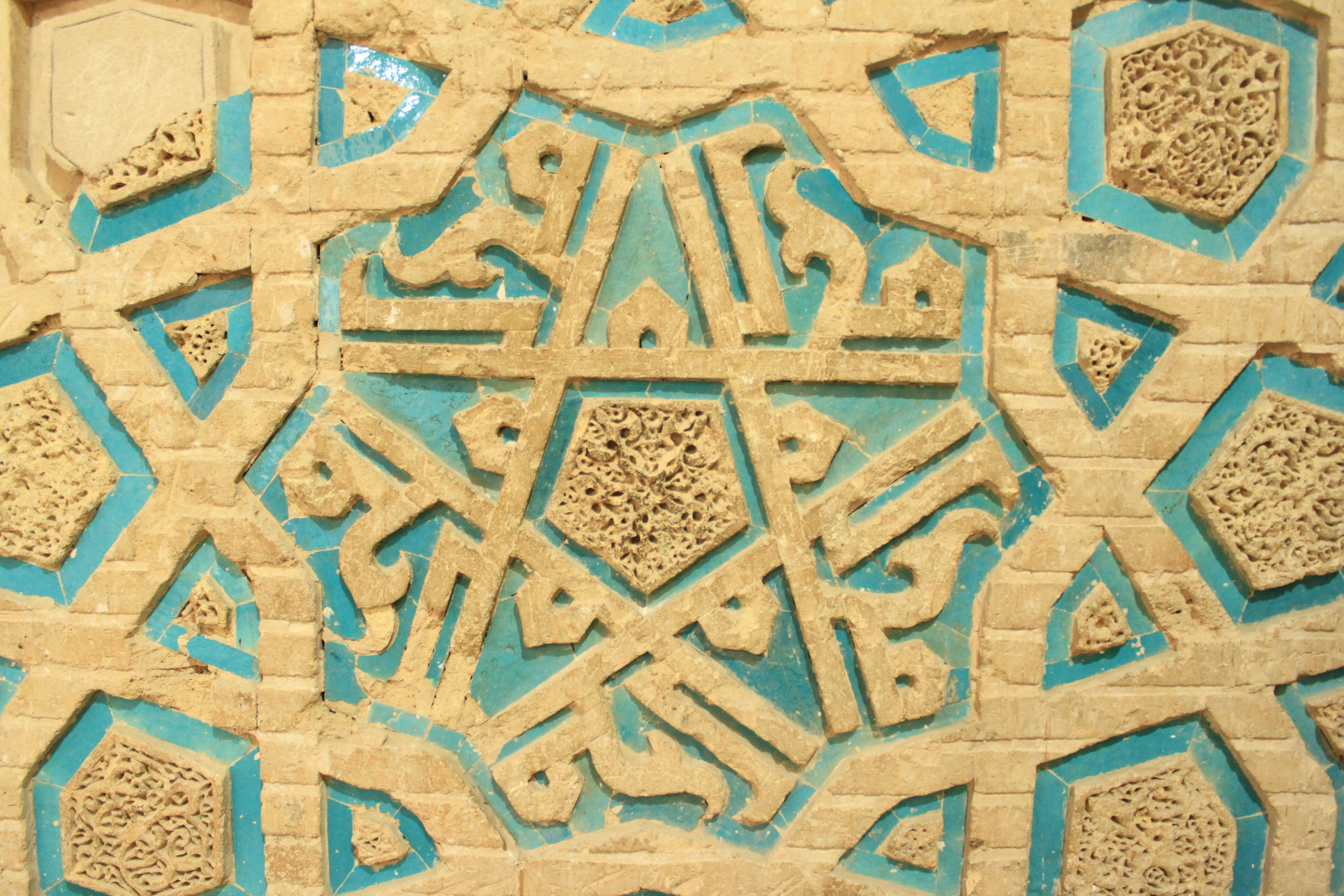
Зразок старовинного декору мечеті, фото 2011 р.
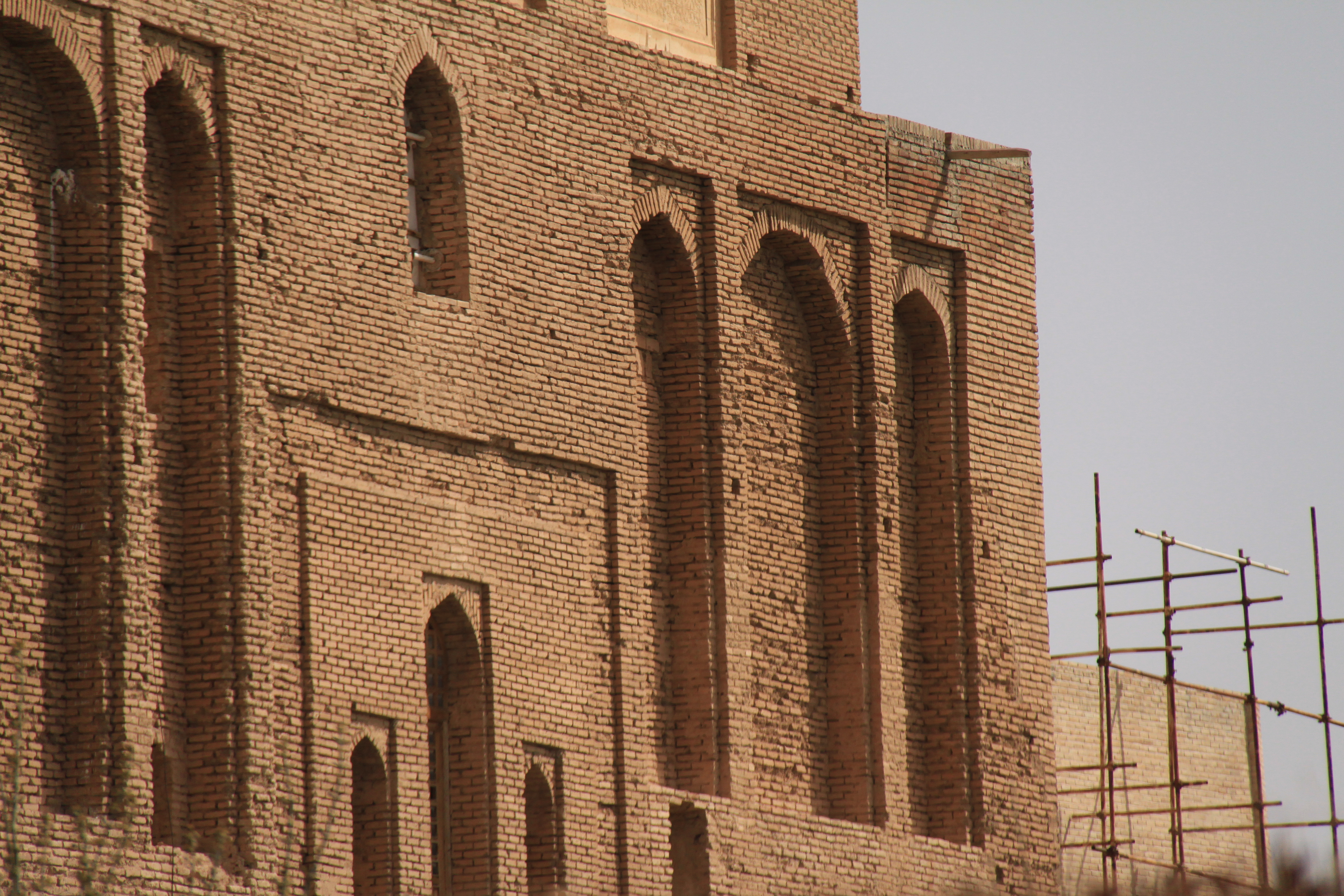
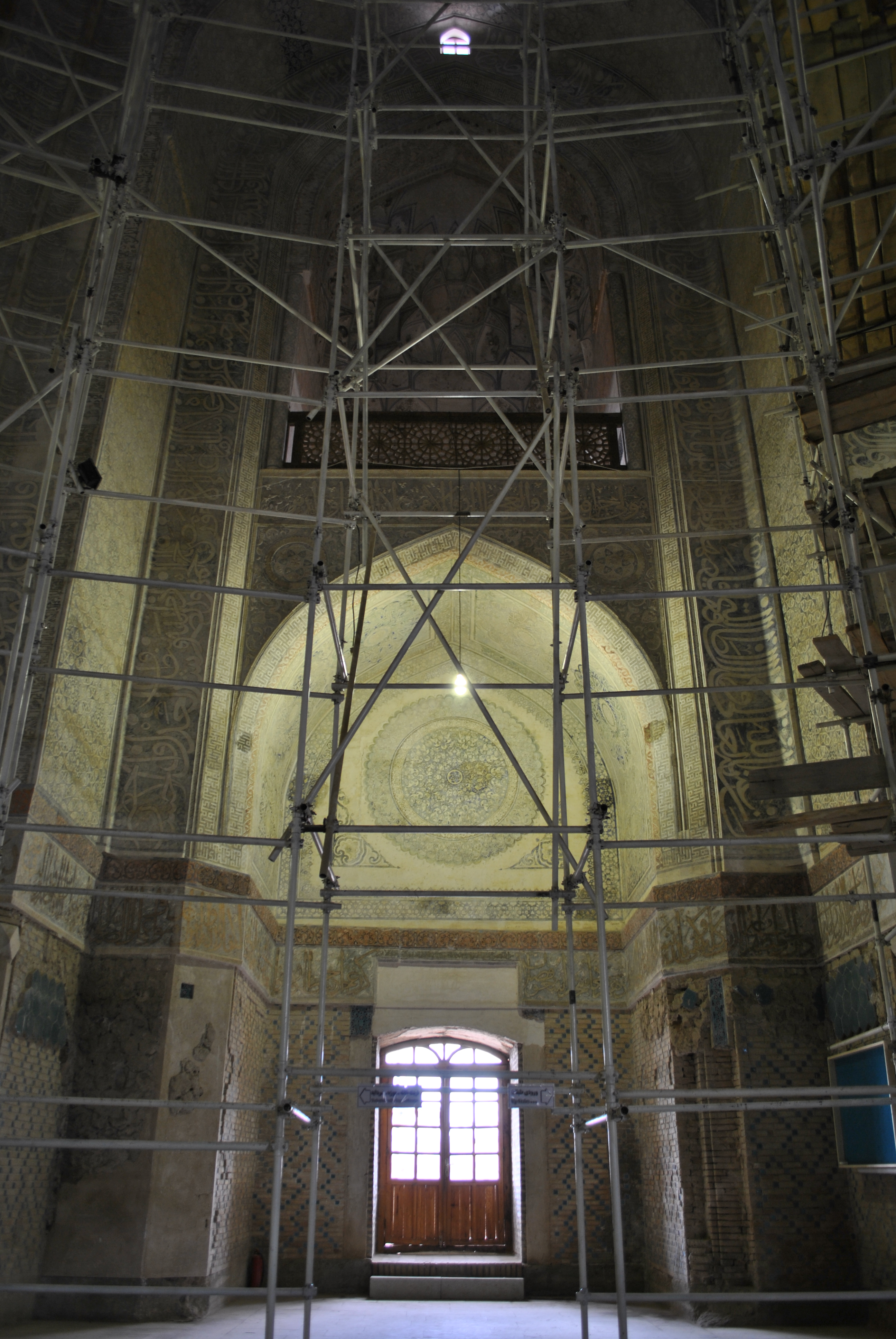
Інтер'єр мечеті під час відновлення декору, фото 2011 р.
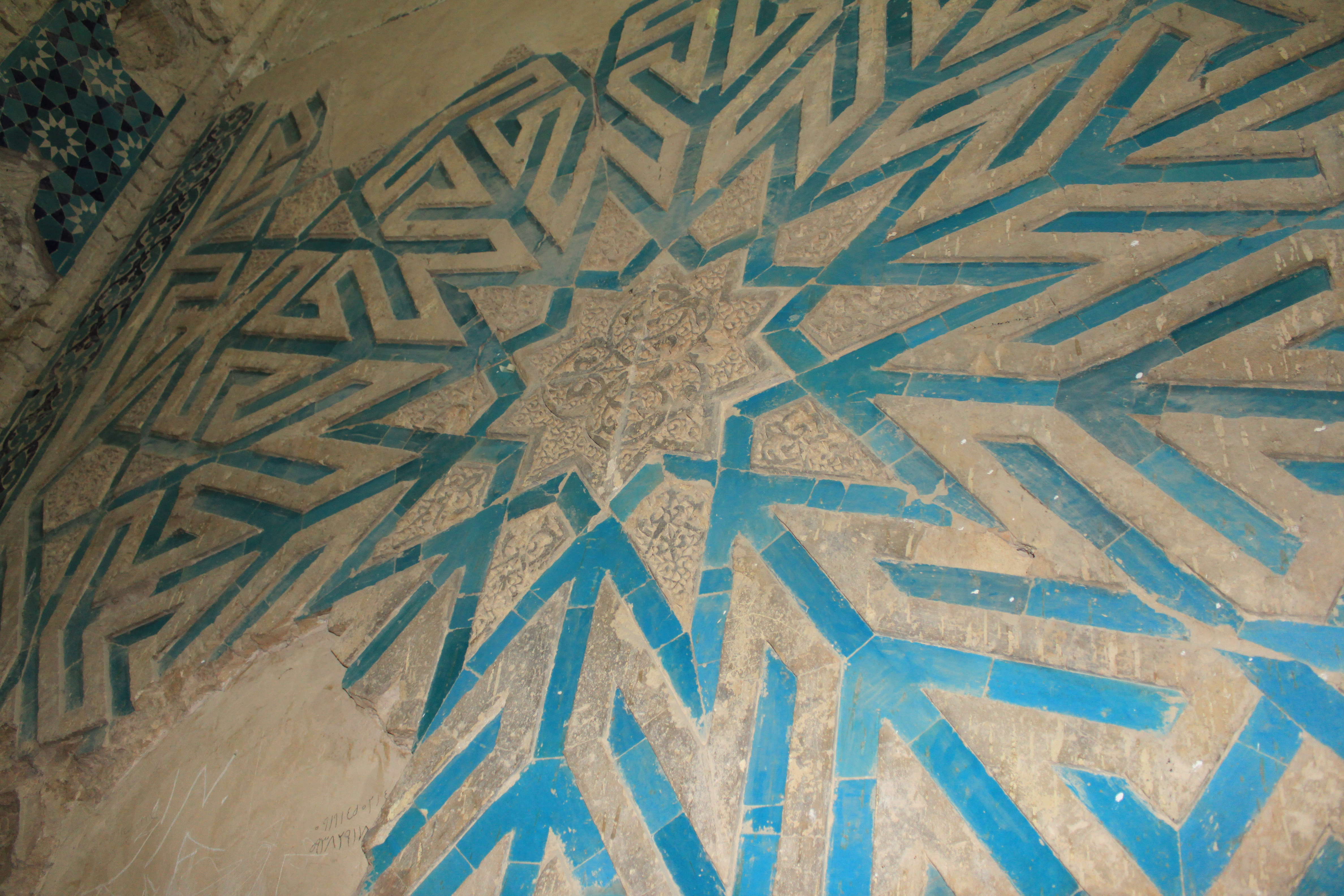
Зразок старовинного декору в мечеті, фото 2011 р.